# Sugar Plant
Sugar Plant (с англ. — «Сахарный Завод») — японская музыкальная группа, играющая в жанрах инди-рок и дрим-поп.
Группа состоит из вокалистки Сёямы Тинацу и гитариста Огавы Синъити, также в составе группы обычно присутствуют клавишник и ударник, но их роли выполняют разные музыканты в разное время. Тинацу и Огава основали группу в 1993 году во время учёбы в университете. Название группы произошло от сахарного завода (sugar plant) в городе Кавасаки, Канагава.
Sugar Plant выпускали свои релизы через лейблы Pop Narcotic, Pony Canyon и World Domination Recordings.

## Дискография
- Hiding Place (1995)
- Cage in the Sun EP (1996)
- Trance Mellow (1996)
- After After Hours (1996)
- Happy (1998)
- Dryfruit (2000)
- Headlights (2018)
- Another Headlights (2019)